# Вайнер, Рихард
Рихард Вайнер (чеш.  Richard Weiner, 6 ноября 1884, Писек — 3 января 1937, Прага) — чешский писатель и журналист, близкий к экспрессионизму.

## Биография
Родился в Южной Богемии (тогда — Австро-Венгрия), где его семья владела пивоварней. Изучал химию в Техническом университете в Праге, получил диплом инженера (1906). Продолжил обучение в Цюрихе и Ахене. С 1909 работал химиком в Пардубице, Фрайзинге и Аллахе (под Мюнхеном). Решив стать журналистом и писателем, в 1912 переехал в Париж как корреспондент чешской газеты Samostatnost. С 1913 работал уже на чешскую газету  Лидове новины, выпустил первую книгу стихов. С началом войны записался добровольцем, был отправлен на Сербский фронт. В январе 1915 пережил нервный срыв, был комиссован. В 1919 снова приехал в Париж как корреспондент Лидове новины, жил и работал там до 1936. Сблизился с членами литературной группы Большая игра (Рене Домаль и др.), испытал их влияние. Вернулся в Чехию тяжелобольным (у него был запоздало диагностирован рак желудка) и вскоре умер. Похоронен на еврейском кладбище родного города, его могила была осквернена во время погрома перед самой Второй мировой войной.

## Творчество и признание
Сам Вайнер называл себя чешским писателем и евреем, христианином, но не католиком (он отказался от крещения). В начале пути испытал влияние Карела Чапека, философии витализма. Впоследствии глубоко пережил идеи Кьеркегора и Ницше. При жизни считался аутсайдером, однако оказал заметное воздействие на писателей Группы 42, Иржи Ортена, Владимира Голана и др. После Пражской весны, а затем бархатной революции был признан одним из крупнейших чешских писателей XX в. Творчество Вайнера сближают с экзистенциализмом, чаще всего его сопоставляют с Кафкой и Бруно Шульцем.
Произведения писателя выходили отдельными книгами на английском, французском, немецком, голландском, польском, русском языках.

## Произведения
- Птицы/ Pták (1913)
- Улыбчивое отречение/ Usměvavé odříkání (1916)
- Безучастный зритель/ Netečný divák, сборник новелл (1917, заглавную новеллу в рус. переводе см.: )
- Вилы/ Rozcestí (1918)
- Фурии/ Lítice (1918)
- Гримаса/ Škleb (1919)
- Много ночей/ Mnoho nocí (1928)
- Натюрморт с чашей, гербарием и игральными костями/ Zátiší s kulichem, herbářem a kostkami (1929)
- Месопотамия/ Mezopotamie (1930)
- Банщик/ Lazebník, книга новелл (1929)
- Игра взаправду/ Hra doopravdy, сборник прозы (1934)

## Сводные издания
- Spisy. 1-4. Praha: Torst, 1996—2002

## Публикации на русском языке
- Банщик: эссе, новеллы. М.: Аграф, 2003 (заглавную новеллу см.: ).